# IC 3459
IC 3459 је галаксија у сазвјежђу Дјевица која се налази на листи објеката дубоког неба у Индекс каталогу.
Деклинација објекта је + 12° 10' 29" а ректасцензија 12h 31m 55,9s. Привидна величина (магнитуда) објекта IC 3459 износи 14,2 а фотографска магнитуда 14,8. IC 3459 је још познат и под ознакама UGC 7674, MCG 2-32-115, CGCG 70-147, VCC 1392, PGC 41505.